# Кобрин, Эли
Эли Кобрин (англ. Ali Cobrin; род. 21 июля 1989) — американская актриса, наиболее известная благодаря роли в фильме «Американский пирог: Все в сборе».

## Биография
Эли родилась и выросла в Чикаго, Иллинойс. В детстве Кобрин занималась классическим балетом и выступала на юношеских Олимпийских играх. Она училась в Чикагской академии искусств, где специализировалась в области музыкального театра. После окончания средней школы в возрасте 17 лет, Кобрин переехала в Лос-Анджелес, чтобы заниматься актёрской карьерой.
В 2008 году Эли Кобрин снялась в двух короткометражных фильмах: One и Turner and the Reluctant Vampire, роль в последнем принесла ей две награды на Los Angeles Accolade Competition. В 2009 году она сыграла роль Тиффани в фильме Джо Данте «Врата», который получил награду как лучший 3D-фильм на Венецианском кинофестивале в 2009 году.
В 2010 году Эли дебютировала на телевидении, снявшись в главной роли в телесериале канала Showtime «Смотри». В 2011 году она снялась в эпизоде сериала «Секс по дружбе». В 2012 году Кобрин снялась в роли Кары в фильме «Американский пирог: Все в сборе», а в 2014 году исполнила роль порноактрисы Кайли Аткинс в фильме Женский дом.

## Фильмография
| Год       |     | Русское название                | Оригинальное название                 | Роль                  |
| --------- | --- | ------------------------------- | ------------------------------------- | --------------------- |
| 2008      | кор | —                               | Jack Turner and the Reluctant Vampire | Вэл                   |
| 2008      | кор | —                               | One                                   | Джесс                 |
| 2009      | ф   | Врата                           | The Hole                              | Тиффани               |
| 2010      | с   | Смотри                          | Look                                  | Молли                 |
| 2010      | тф  | —                               | Kings by Night                        | Эмбер                 |
| 2010      | ф   | —                               | Cold Cabin                            | Кейт                  |
| 2011      | с   | Секс по дружбе                  | Friends with Benefits                 | Хоуп Прейтер          |
| 2012      | ф   | Американский пирог: Все в сборе | American Reunion                      | Кара                  |
| 2012      | ф   | —                               | Life’s an Itch                        | Джиллиан Грейсин      |
| 2014      | ф   | Соседи. На тропе войны          | Neighbors                             | Уитни                 |
| 2014      | ф   | Женский дом                     | Girlhouse                             | Кайли Аткинс          |
| 2014      | ф   | Идеальный стриптиз              | Lap Dance                             | Моника                |
| 2015      | ф   | Красивое сейчас                 | A Beautiful Now                       | Трейси                |
| 2015      | тф  | —                               | The Unauthorized Melrose Place Story  | Дафна Зунига          |
| 2016      | кор | —                               | Connected                             | Джулия                |
| 2016      | ф   | Вне закона                      | Outlaw                                | Джоан                 |
| 2017      | с   | —                               | Small Shots                           | Беки                  |
| 2018      | ф   | —                               | One Last Night                        | Тейрин                |
| 2018      | ф   | —                               | The Iron Orchard                      | Ли Монтгомери         |
| 2018      | тф  | —                               | He Loved Them All                     | Паркер Уиндем         |
| 2018      | кор | —                               | I’m Just Here                         | Карли                 |
| 2019—2021 | с   | —                               | The Baxters                           | Кари Бакстер Джейкобс |
| 2020      | тф  | —                               | My Birthday Romance                   | Калли                 |